# Martelaren van Gorcumkerk (Heerlen)
De Martelaren van Gorcumkerk was een kerkgebouw in de buurt Musschemig in de wijk Schandelen-Grasbroek in de gemeente Heerlen in de Nederlandse provincie Limburg. De kerk lag aan de Sittarderweg naast de kolonie Grasbroek en was opgedragen aan de Martelaren van Gorcum.

## Geschiedenis
Na de opening van de mijn Oranje-Nassau I werden er verschillende mijnkoloniën gesticht, waarbij de Sint-Pancratiuskerk te klein werd als kerkgebouw voor al die mensen. In 1909 verzocht de bisschop de franciscanen om in die omgeving een klooster stichten met daarbij hulpkerk. Daarbij zouden de paters dan pastorale zorg kunnen verlenen aan de mijnwerkers. Aldus geschiedde. Voor de bouw van een klooster en kerkgebouw werd de architect Jos Seelen aangetrokken.
Op 13 januari 1911 werd de kerk ingezegend en op 20 mei 1912 vond de consecratie plaats.
In 1924 werd te Schandelen de H. Hartparochie opgericht. Het klooster en de kerk hoorden vanaf toen bij die parochie.
Op 15 februari 1935 verhief men de kloosterkerk tot rectoraatskerk.
In september 1983 vertrokken de laatste franciscanen uit het klooster.
In 1995 werd de kerk buiten gebruik gesteld.
In 2000 werd het kerkgebouw gesloopt. Het kloostergebouw bleef bestaan en werd ingericht als appartementencomplex.

## Opbouw
De bakstenen kerk was een kloosterkerk en bestond uit een driebeukig schip met zes traveeën in basilicale opstand, een transept met dakruiter en een koor met een travee en driezijdige koorsluiting.